# نيك آدامز (سياسي)
نيك آدامز (بالإنجليزية: Nick Adams)‏ هو سياسي أسترالي، ولد في 5 سبتمبر 1984.